# Verwandtschaft (Biologie)
Verwandtschaft bezeichnet in der Biologie die stammesgeschichtliche (phylogenetische) Zusammengehörigkeit, gelegentlich aber auch die bloße Ähnlichkeit der Gestalt. Der Grad der stammesgeschichtlichen Verwandtschaft unterschiedlicher Arten oder Artengruppen wird nach der Reihenfolge bemessen, in der sie im Lauf der Stammesgeschichte aus gemeinsamen Vorfahren hervorgegangen sind.